# Powiat Taki (Mie)
Powiat Taki (jap. 多気郡 Taki-gun) – powiat w Japonii, w prefekturze Mie. W 2024 roku liczył 43 813 mieszkańców.

## Miejscowości
- Meiwa
- Ōdai
- Taki